# Malanje
Malanje és un municipi de la província de Malanje. Té una extensió de 2.422 km² i 486.870 habitants. Comprèn les comunes de Cambaxe, Malanje, Ngola Luige i Quimbamba. Limita al nord amb el municipi de Cuaba Nzogo; a l'est amb el de Mucari; al sud amb els de Cangandala i Mussende a la província de Kwanza-Sud; i a l'oest amb els de Cacuso i Calandula. Es troba a 380 kilòmetres de Luanda i hi ha l'aeroport de Malanje. Al seu terme hi ha les Pedres Negres de Pungo Andongo, la presa de Capanda les cascades de Kalandula.